# Euptychoides transversa
Euptychoides transversa är en fjärilsart som beskrevs av Gustav Weymer 1911. Euptychoides transversa ingår i släktet Euptychoides och familjen praktfjärilar. Inga underarter finns listade i Catalogue of Life.